# R. H. Tawney

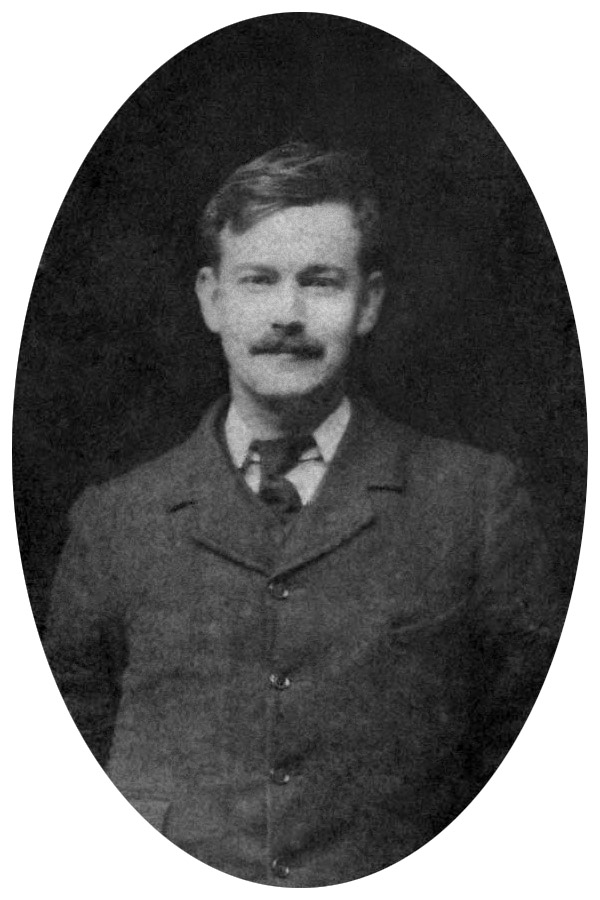
R. H. Tawney

Richard Henry Tawney, meist R. H. Tawney (* 30. November 1880 in Kalkutta; † 16. Januar 1962 in London), war ein englischer Wirtschaftshistoriker, Sozialkritiker, christlicher Sozialist und Pionier der Erwachsenenbildung.

## Leben
Tawney war der Sohn des Sanskrit-Spezialisten Charles Henry Tawney und besuchte die Rugby School. Er studierte Geschichte am Balliol College in Oxford. Nach dem Examen 1903 lebte er mit seinem Freund William Beveridge in Toynbee Hall, dem Ort der neuen Workers’ Educational Association (WEA). Seine Erfahrung war, dass die Sozialfürsorge unzureichend war. Von Januar 1908 bis 1911 unterrichtete er an Klassen der WEA in Longton, Stoke-on-Trent und Rochdale in Lancashire. Daneben lehrte er an der Glasgow University. Im Ersten Weltkrieg diente er als Sergeant; in der Schlacht an der Somme 1916 wurde er am ersten Tag verwundet und musste 30 Stunden unversorgt liegen. Sein Gefühl für eine dringende Sozialreform wuchs, er schrieb 1918 Christianity and Industrial Problems.
Tawney wurde Fellow am Balliol College von 1918 bis 1921. Schon seit 1917 lehrte er bis 1931 als lecturer an der London School of Economics. 1926 gründete er die Economic History Society mit William James Ashley. Von 1931 bis zum Ruhestand 1949 war er Professor für Wirtschaftsgeschichte an der LSE. Ehrendoktorate erhielt er von Oxford, Manchester, Birmingham, Sheffield, London, Chicago, Melbourne und Paris.

### Geschichte
Sein Interesse galt der Einhegung auf dem englischen Land im 16. und 17. Jahrhundert, dann Max Webers These von der Verbindung zwischen der protestantischen Ethik und dem Aufstieg des Kapitalismus. Das Werk Religion and the Rise of Capitalism (1926) ging diesen Zusammenhängen nach.
Seine Überzeugung vom Aufstieg der Gentry vor dem Ausbruch des Englischen Bürgerkriegs rief den Storm over the gentry hervor, in dem Hugh Trevor-Roper und John Cooper ihm und Lawrence Stone widersprachen. Dieser Sturm über die Gentry war eine historische Kontroverse in den 1940er und 1950er Jahren, in der es um die Rolle der Gentry bei der Auslösung des Englischen Bürgerkriegs im 17. Jahrhundert ging. Tawney begann 1941 mit der These, es habe eine große ökonomische Krise im höheren Adel gegeben, während die schnell wachsende Gentry ihren Machtanteil forderte, was sich schließlich im Bürgerkrieg niedergeschlagen habe. Lawrence Stone schloss 1948 einen Artikel an, mit dem er dies mit statistischen Daten untermauern wollte, machte dabei aber methodische Fehler. Darauf wiesen Hugh Trevor-Roper und andere Historiker hin. Trevor-Roper stellte dem entgegen, die Gentry habe an Bedeutung verloren und deshalb versucht, durch Rechtsmittel und Hofdienst die eigene Lage zu verbessern. Christopher Thompson zeigte, dass die Peerage 1601 ein höheres Realeinkommen als 1534 hatte und bis 1641 weiter zulegte. Der US-amerikanische Historiker Jack H. Hexter stellte den ganzen kausalen Zusammenhang von Einkommenslagen zum Ausbruch der Revolution infrage, die Gründe lagen eher in Ereignissen unmittelbar vor dem Ausbruch, ebenso Conrad Russell. Wie Tawney hat der marxistische Historiker Christopher Hill die Revolution sozioökonomisch gedeutet (The English Revolution 1640, 1940).

### Sozialkritik und Politik
Tawneys Bücher The Acquisitive Society (1920), Richard Crossmans „sozialistische Bibel“, und Equality (1931) kritisierten den selbstbezogenen Individualismus der modernen Gesellschaft und forderten eine egalitäre Gesellschaft. Sie reflektierten seine christlichen Werte und bereiteten den Wohlfahrtsstaat vor.
1906 trat er der Fabian Society bei und gehörte zum Vorstand von 1921 bis 1933. Er trat der Independent Labour Party 1909 bei und der Labour Party 1918. In das Unterhaus wurde er dreimal nicht gewählt. Er trat für die Nationalisierung der Kohleindustrie ein.
Sein Buch Secondary Education For All (1922) prägte die Bildungspolitik der Partei für eine  Generation, Labour & the Nation (1928) bildete bei den Unterhauswahlen 1931 die Basis für das allgemeine Wahlmanifest.

### Bildung
Über 40 Jahre von 1905 bis 1948 diente Tawney im Vorstand der Workers’ Educational Association, als Vice-President (1920–28; 1944–48) und President (1928–44). Auch diente er im Komitee des Board of Education (1912–31) und in regionalen Komitees. Seine Aktivität förderte die Gründung des University College of North Staffordshire 1949, das 1962 zur University of Keele aufgewertet wurde. Dort gibt es ein  Tawney Building.

## Schriften
- The Agrarian Problem in the Sixteenth Century (1912), London: Longman, Green and Co., 2018 ISBN 978-0-265-61128-9
- The Acquisitive Society (1920); ND Harcourt Brace and Howe (Mineola, NY), Dover: 2004, 2016 ISBN 978-1-357-80042-0
- Secondary Education for All (1922)
- Education: the Socialist Policy (1924)
- Religion and the Rise of Capitalism (1926); ND Mentor (1953);  Peter Smith (1962), 2017 ISBN 978-1-138-53174-1
- Equality (1931), ISBN 0-04-323014-8
- Business and Politics under James I: Lionel Cranfield as Merchant and Minister (1958), Cambridge: Cambridge University Press
- The Radical Tradition: Twelve Essays on Politics, Education and Literature (1964), Harmondsworth: Penguin, ISBN 0-14-020834-8

## Einzelbelege
1. ↑  Andrew Davies: To Build A New Jerusalem: The British Labour Party from Keir Hardie to Tony Blair. Abacus, London 1996, ISBN 978-0-349-10809-4, S. 176.
2. ↑  Adrian Hastings: A History of English Christianity 1920–1985. London: Collins, 1986. ISBN 0-00-215211-8, S. 178
3. ↑  R. H. Tawney: Religion & the Rise of Capitalism. Pelican (Penguin Books), Harmondsworth 1977.
4. ↑  R. H. Tawney: The Rise of the Gentry, 1558-1640. In: The Economic History Review. Band 11, Nr. 1, 1941, ISSN 0013-0117, S. 1–38, doi:10.2307/2590708.
5. ↑  Jack H. Hexter: Storm Over the Gentry: The Tawney-Trevor-Roper Controversy. Bobbs-Merrill, 1958 (google.de [abgerufen am 23. Mai 2021]).
6. ↑  Ronald H. Fritze / William B. Robison: Historical Dictionary of Stuart England, 1603-1689. Greenwood, 1996, S. 207.
7. ↑  R. H. Tawney, The Rise of the Gentry, 1558-1640, in: Economic History Review (1941), S. 1–38 in JSTOR
8. ↑   L. Stone: The Anatomy of the Elizabethan Aristocracy, in: Economic History Review" (1948), S. 1-53 in JSTOR
9. ↑  H. R. Trevor-Roper: The Elizabethan Aristocracy: An Anatomy Anatomized, in: Economic History Review (1951) S. 279–298 in JSTOR
10. ↑  Conrad Russell: The Crisis of Parliaments: English History, 1509-1660 (1971), S. 197
11. ↑  J. H. Hexter: Storm over the Gentry, in Reappraisals in History (1961), S. 117–62
12. ↑  Heiner Haan, Karl-Friedrich Krieger, Gottfried Niedhart: Einführung in die englische Geschichte. Beck, 1982, ISBN 978-3-406-08773-8 (google.com [abgerufen am 24. Mai 2021]).

| Personendaten    | Personendaten                            |
| ---------------- | ---------------------------------------- |
| NAME             | Tawney, R. H.                            |
| ALTERNATIVNAMEN  | Tawney, Richard Henry                    |
| KURZBESCHREIBUNG | britischer Historiker und Sozialkritiker |
| GEBURTSDATUM     | 30. November 1880                        |
| GEBURTSORT       | Kalkutta                                 |
| STERBEDATUM      | 16. Januar 1962                          |
| STERBEORT        | London                                   |